# Relations entre l'Australie et la Roumanie
Les relations entre l'Australie et la Roumanie font référence aux relations bilatérales entre l'Australie et la Roumanie. L'Australie est représentée par son ambassade à Athènes, en Grèce, et un consulat à Bucarest. D'autre part, la Roumanie a une ambassade à Canberra et un consulat à Melbourne et à Sydney. Les deux pays ont officiellement établi leurs relations diplomatiques le 18 mars 1968.
Le 23 juin 2016, le ministre roumain des Affaires étrangères Lazăr Comănescu a rencontré John Griffin, ambassadeur d'Australie en Roumanie, à l'ambassade d'Athènes. Comănescu a exprimé son intérêt pour l'approfondissement des relations diplomatiques avec l'Australie et l'augmentation des activités commerciales et économiques entre les deux pays. Il a également reconnu l'engagement et la coopération de l'Australie envers l'OTAN concernant l'Afghanistan (les deux pays ont déployé des troupes dans la région). Griffin a affirmé l'intérêt des autorités australiennes pour les mêmes considérations.
Le 8 octobre 2018, Teodor Meleșcanu, ministre roumain des Affaires étrangères, a rencontré le sénateur australien Ian Macdonald. Meleșcanu a reconnu l'amélioration des relations diplomatiques entre les deux pays, qui ont multiplié leurs contacts à plusieurs reprises ces dernières années. Il a également souligné le 50e anniversaire des relations diplomatiques et les possibilités d'améliorer encore les relations entre les deux. Pour le célébrer, une exposition a été organisée célébrant la contribution des explorateurs roumains Emil Racoviță et Teodor Negoiță en Antarctique.